# 184 Pułk Piechoty (Imperium Rosyjskie)
184 Warszawski pułk piechoty (ros. 184 пехотный Варшавский полк) – oddział piechoty Armii Imperium Rosyjskiego.

## Historia
Pułk sformowany został 27 marca 1811 za panowania Aleksandra I Romanowa. Nazwę wyróżniającą Warszawski otrzymał w okresie Królestwa Kongresowego. Święto pułku obchodzone było 27 marca. W 1914 jednostka stacjonowała w miejscowości Szuja, położonej 300 km na północny wschód od Moskwy. Wchodziła w skład 46 Dywizji Piechoty (XXV Korpus Armijny).

W  lipcu 1914, na bazie zalążków wydzielonych z pułku, w ramach 2 fali mobilizacyjnej, sformowany został rezerwowy 324 pułk piechoty.

 pułk piechoty rozformowany został w 1918.
Żołnierzem pułku był między innymi Paweł Argiejew, późnieszy as myśliwski z okresu I wojny światowej, a w latach 1907–1909 Konstanty Kalinin, znany konstruktor samolotów.